# Date Night
Date Night (bra: Uma Noite Fora de Série; prt: Uma Noite Atribulada) é um filme americano de 2010, uma comédia romântica e comédia de ação dirigida por Shawn Levy, e estrelada por Steve Carell e Tina Fey.
Foi recebido de forma mista pelos críticos especializados, mas alcançou a segunda maior bilheteria em seu primeiro final de semana, atrás de Clash of the Titans, com 25,2 milhões de dólares arrecadados.

## Elenco
- Steve Carell como Phil Foster
- Tina Fey como Claire Foster
- Mark Wahlberg como Holbrooke Grant
- Jenna Elfman como Marilyn Grant
- Ray Liotta como Joe Miletto
- James Franco como Taste
- Mila Kunis como Whippit
- Holly Hunter como Brooke Miletto
- Terrence Howard como Oliver Sullivan
- Burt Reynolds como Edward Foster
- Sarah Jessica Parker como Caroline Sullivan
- Mark Ruffalo como Brad Sullivan
- Kristen Wiig como Haley Sullivan
- Common como Detetive Collins
- Jimmi Simpson como Detetive Armstrong
- Taraji P. Henson como Detetive Arroyo
- Bill Burr como Detetive Walsh
- Leighton Meester como Katy
- William Fichtner como Frank Crenshaw
- Olivia Munn como a recepcionista
- J. B. Smoove como motorista de táxi
- Michelle Galdenzi como Claw Waitress
- Gal Gadot como Natanya
- Will.i.am como ele mesmo

## Recepção
O público pesquisado pelo CinemaScore deu ao filme uma nota média de "B" em uma escala de A+ a F.
No consenso do agregador de críticas, Rotten Tomatoes diz que é "uma mistura desconfortável de ação e comédia (...) não faz jus aos talentos de seus dois protagonistas, mas Steve Carell e Tina Fey ainda conseguem brilhar através da maioria das falhas do filme". Na pontuação onde a equipe do site categoriza as opiniões da grande mídia e da mídia independente apenas como positivas ou negativas, o filme tem um índice de aprovação de 66% calculado com base em 231 comentários dos críticos. Por comparação, com as mesmas opiniões sendo calculadas usando uma média aritmética ponderada, a nota alcançada é 6,1/10.
Em outro agregador, o Metacritic, que calcula as notas das opiniões usando somente uma média aritmética ponderada de determinados veículos de comunicação em maior parte da grande mídia, tem uma pontuação de 56/100, alcançada com base em 37 avaliações da imprensa anexadas no site, com a indicação de "revisões mistas ou neutras".